# Compuesto de veinte octaedros
| Compuesto de veinte octaedros      | Compuesto de veinte octaedros       |
| ---------------------------------- | ----------------------------------- |
|                                    |                                     |
| Tipo                               | Compuesto uniforme                  |
| Índice                             | UC14                                |
| Poliedros                          | 20 octaedros                        |
| Caras                              | 40+120 triángulos                   |
| Aristas                            | 240                                 |
| Vértices                           | 60                                  |
| Grupo de simetría                  | Icosaédrica (Ih)                    |
| Subgrupo restringido a un elemento | Rotación impropia de 6 lóbulos (S6) |

El compuesto de veinte octaedros es un poliedro uniforme, formado por una disposición simétrica de 20 octaedros (considerados como antiprismas triangulares). Es un caso especial del compuesto de 20 octaedros con libertad de rotación, en el que coinciden pares de vértices octaédricos.

## Poliedros relacionados
Este compuesto comparte su disposición de vértices con el gran dirrombicosidodecaedro, el gran dirrombidodecaedro birromo y el compuesto de veinte tetrahemihexaedros.
Puede construirse como la disyunción exclusiva de las dos formas quirales del gran dodecicosidodecaedro romo.
| Envolvente convexa              | Gran dodecicosidodecaedro romo | Gran dirrombicosidodecaedro            |
| Gran dirrombidodecaedro birromo | Compuesto de veinte octaedros  | Compuesto de veinte tetrahemihexaedros |